# Aita
Aita, de vegades Eita en les inscripcions, va ser una divinitat etrusca que equivalia a Hades, el déu grec de l'inframon.
Aita es va incorporar en una època relativament tardana al panteó etrusc, i no apareix a la iconografia fins al segle iv aC. La seva funció està molt influenciada pel seu homòleg grec, Hades. Aita només es troba representat en algunes pintures trobades a les tombes etrusques, com la de la tomba de Golini d'Orvieto i la tomba de l'Orc de Tarquínia. En aquestes pintures sepulcrals, es veu amb la seva consort Pherssipnai, divinitat etrusca que correspon a la Persèfone grega.
Aita no es troba pintat amb gaire freqüència, i quan es troben imatges, sembla que seu en un tron i de vegades porta una gorra de llop, un atribut clau d'una divinitat en forma de llop de l'inframon etrusc, anomenat Calu. Algunes pintures mostren a Aita segrestant Pherssipnai, com el seu homòleg grec.